# Dujc
Dujc je redkejši priimek v Sloveniji, ki je ga po podatkih Statističnega urada Republike Slovenije na dan 1. januarja 2010 uporabljalo 70 oseb in je med vsemi priimki po pogostosti uporabe uvrščen na 5.862. mesto.

## Znani nosilci priimka
- Albin Dujc (1911—1966), družbenopolitični delavec
- Boris Dujc (*1945), športni delavec
- Jaka Dujc, gradbeni informatik
- Rudi Dujc (1939—1993), gospodarstvenik
- Vanja Dujc, oljkar